# Криушино (Московская область)
 Криу́шино — деревня в Можайском районе Московской области России, административно подчинённая районному центру — городу Можайску. Расположена у южного берега Можайского водохранилища. Ближайшие населённые пункты: на юге — Бородинское Поле, на юго-западе — Татариново, на западе — Венки, на северо-востоке — Блазново, на востоке — Гидроузел и Новая Деревня. В деревню Криушино от перекрёстка с шоссе Можайск-Бородино ведёт тупиковая асфальтовая дорога.
Возле деревни протекает и впадает в Можайское водохранилище речка Криуша.
В юго-восточной части деревни расположено Криушинское кладбище.
Автобусного сообщения непосредственно с деревней нет, ближайшая автобусная остановка находится в 2 км к югу, в деревне Татариново, где проходят автобусные маршруты от автостанции Можайск до посёлка Бородино, Уваровки, Бабынино.

## История
В старой орфографии существовало два варианта написания названия села: Кривушино и Кріушино, последнее было более употребимо в документах XIX века. Имелась Церковь Успения Пресвятой Богородицы (разрушена в 1950-е гг., решение Мособлсовета о её сносе датируется 1953 годом), поэтому встречался вариант названия «село Успенское, Кріушино тожъ», в редких случаях просто "Успенское".
До 1698 г. Криушино числилось пустошью, принадлежавшей помещикам Коноплёвым. Затем его купил Тимофей Тимофеевич Савёлов. Село Криушино и соседнее с ним сельцо Маслово входили в состав единого имения Савёловых. По данным 1766 года владельцем села значился коллежский асессор Петр Тимофеевич Савёлов. Крестьянское население села составляло тогда 95 душ, а в сельце Маслове 48 душ. В 1771 году это имение унаследовал Николай Петрович Савёлов. Он умер бездетным в 1808 году. Последней законной  владелицей села была его жена  Елизавета Петровна Савёлова. После её смерти в 1829 году душеприказчик Савёлова, Фёдор Васильевич Мошков «ввёл себя во владение» поместьем, но родственники Савёловых стали оспаривать это решение в суде. В результате многолетнего процесса, в 1847 году решением суда, бывшие Савёловские крестьяне были отпущены на волю с обязательством выкупа всей помещичьей земли.
До 1775 года Криушино входило в состав Колоцкого стана древнего Можайского уезда. В ходе Губернской реформы Екатерины II (1775 года) станы были упразднены, количество уездов увеличилось и их границы были существенным образом изменены, однако Криушино осталось в составе Можайского уезда.
В 1812 г. (27 августа) перед походом на Москву после Бородинского сражения в селе останавливался с ночёвкой Наполеон I.
В 1839 г. рядом с Кривушино организованы и проведены маневры в честь Бородинского сражения (в год основания Бородинского музея). 
В 1850 г. (9 ревизия) Криушино числится казённым селом (в ведении Министерства государственных имуществ). По данным «Указателя селений и жителей уездов Московской губернии, составленный по официальным сведениям и документам.  К. Нистремом.»  Москва. 1852 г.: Криушино,  село 1-го стана,  Госуд. Имущ.,  73  души м.  п.,  94 ж.,  1  церковь,  20 дворов,  117  верст от  столицы,  17 от  уездного  гор., на  проселочной  дороге.
До 1868 г. Криушино входило в состав Кукаринского сельского общества, Новосуринской волости. Затем,  до 1929 г. - в состав Кукаринской волости. По данным Исповедных росписей, в середине XIX века при Успенской церкви существовала богадельня (приют для пожилых вдов).
В начале 1890-х гг. в здании бывшей богадельни была открыта школа. В начале 1900х в начальной школе силами местной учительницы Розановой (Гуляевой) Марии Ивановны на собранные деньги и пособия от земства была создана народная библиотека, где она проводила чтения для крестьян. Также в эти годы в селе действовала Женская воскресная школа. (Воспоминания Розановой М. И.)
Приблизительно в 2 км к северо-западу от Криушино находятся Масловские укрепления времён 1812 года. Эти укрепления были отреставрированы на 100-летие битвы, в 1912 г. В настоящий момент часть укреплений скрыто выросшим лесом. Также имеется каменная плита на метровой высоты камне с надписью и схемой Масловских укреплений. К этому памятному месту ведут только грунтовые дороги.
Вскоре после революции 1917 г. в Криушино был избран сельсовет, упразднённый с 14 июня 1954 г.
В 1941—1942 гг. село занято немецкими войсками, в селе стояли немецкие и финские части.
В конце XX века заброшена молочная ферма бывшего колхоза "Рассвет" (остались одни руины на въезде в деревню), прекратил работу продовольственный магазин.
C 2000 года активно выделялись земельные участки и велось дачное строительство.

## Население
В 1911 году в деревне насчитывалось 52 двора и было земское училище (начальная школа).
По данным переписи 1926 года в деревне насчитывалось 88 дворов и 429 жителей (196 м. и 233 ж.).
По данным переписи 2010 года в деревне постоянно проживает 30 человек. В летний период там проживает также множество дачников.